# Lautaro Delgado
Lautaro Delgado Tymruk (* 21. května 1978 San Martín, Argentina) je argentinský herec.
Narodil se do rodiny psychoanalytiků Osvalda Delgada a Alicie Tymruk. V televizi debutoval v roce 1996 v seriálu Montaña rusa, otra vuelta, kde ztvárnil jednu z hlavních rolí. V hlavních rolích následně působil také v seriálech Desesperadas por el aire (1998) a Alas, poder y pasión (1998). Na začátku 21. století se začal věnovat převážně práci ve filmu, hrál například ve snímcích Palčivé vzpomínky (2005), La punta del diablo (2006), Buenos Aires 1977 (2006), Francia (2009), Aballay (2010), El invierno de los raros (2011), Kryptonita (2015), El muerto cuenta su historia (2016), Gilda, no me arrepiento de este amor (2016) či Pistolero (2019). V televizi se představil také v seriálech Combatientes (2013), Nafta Súper (2016) nebo Monzón (2019). Působí rovněž v divadle.